# غسالخانه سلطانیه
غسالخانه سلطانیه مربوط به اواخر دوره قاجار است و در سلطانیه واقع شده و این اثر در تاریخ ۲۵ اردیبهشت ۱۳۸۰ با شمارهٔ ثبت ۳۸۴۶ به‌عنوان یکی از آثار ملی ایران به ثبت رسیده است.